# Somatochlora filosa
Somatochlora filosa – gatunek ważki z rodziny szklarkowatych (Corduliidae). Występuje na terenie Ameryki Północnej.